# Cheadle Hulme
Cheadle Hulme is een plaats in het bestuurlijke gebied Stockport, in het Engelse graafschap Greater Manchester. De plaats telt 28.952 inwoners.